# 阳姓
陽姓是中文姓氏之一。根據中華民國內政部户政司民國107年（2018年）6月的數據，臺灣陽姓人口共有2,692人，為全國姓氏人數排名第184名。

## 起源
- 源于姬姓：周景王之孙翁伯封邑位于阳樊，因此以邑为氏[2]
- 源于姬姓，出自春秋时期晋国太傅阳处父，属于封邑名称为氏
- 源于芈姓，楚穆王之子王子扬，属于封邑名称为氏
- 源于鲜卑族姓氏，代北莫胡卢氏：后汉化改为阳姓
- 源于契丹族，出自宋朝时期西辽政权纳喇氏部族，属于汉化改姓为氏
- 源于蒙古族，出自蒙古乃蛮部太阳汗之后，属于汉化改姓为氏
- 源于避难改姓，出自南宋时期开国男杨大巽，属于避难改姓为氏。[原創研究？]
- 源于满族、回族、侗族、土家族、布依族等少数民族，属于汉化改姓为氏
- 源于台灣原住民阿美族氏族名Pacidal，原義是太陽

## 外部連結
[在维基数据编辑]
 《百家姓》
 《欽定古今圖書集成·明倫彙編·氏族典·陽姓部》，出自陈梦雷《古今圖書集成》